# Juan Pablo Lichtmajer
Juan Pablo Lichtmajer (Tucumán, Argentina; 11 de octubre de 1973) Ministro de Educación de la provincia de Tucumán, Argentina desde el 29 de octubre de 2015 al 29 de octubre de 2023. Es un académico argentino, escritor, Licenciado en Historia y Doctorado en Gobierno. Sus temas de especialización académica abarcan la ciencia política, la teoría de la democracia, el pensamiento emancipador latinoamericano y la historia política argentina.

## Estudios
Es bachiller humanista por el Gymnasium Universitario de la Universidad Nacional de Tucumán. Licenciado en historia por la Facultad de Filosofía y Letras de la Universidad Nacional de Tucumán (medalla de honor de la Academia Nacional de la Historia). Master y Doctorado en Ideología y Análisis del Discurso por el Departamento de Gobierno de la University of Essex, Inglaterra bajo la dirección de Ernesto Laclau. En 2022 toma el cargo de Profesor Titular de la Maestría en Ciencias Sociales en la Facultad Latinoamericana de Ciencias Sociales – FLACSO.

## Carrera
Entre 2003 y 2008 fue profesor invitado de la Universidad de Essex. También ha sido profesor de la Universidad Nacional de Tucumán, y docente invitado en FLACSO Argentina, de la Universidad del Salvador y de la Universidad Católica de Córdoba, entre otras instituciones académicas.
Ha sido expositor invitado en diversos ámbitos nacionales e internacionales como Centre for Theoretical Studies de la Universidad de Essex, la Sociedad de Estudiantes Latinoamericanos de Oxford University, la Conferencia de Estudios Latinoamericanos de la University of East Anglia, el Programa de Historia Intelectual de la Universidad de Quilmes, el Ministerio de Cultura (Argentina), por el Programa de Postgrado en Historia de la Universidad de San Andrés, Maestría en Estudios Internacionales de Universidad El Salvador, Seminario de Postgrado Universidad Católica de Córdoba, Congreso Nacional de la Sociedad Argentina de Análisis Político, Foro por una Nueva Independencia del Ministerio de Cultura (Argentina) y la Feria Internacional del Libro de Buenos Aires.
En la administración pública trabajó en la Secretaría de Innovación y Desarrollo Tecnológico de Tucumán (SIDETEC).

## Actualidad
El 29 de octubre de 2015 asumió como Ministro de Educación de Tucumán Argentina finalizando su gestión el día 29 de octubre de 2023.

## Reconocimientos
Fue distinguido por la Academia Nacional de la Historia de Argentina, la Universidad Nacional de Tucumán, la Sociedad de Estudios Latinoamericanos de Inglaterra y la Fundación YPF de Argentina. 

## Publicaciones
Entre sus principales trabajos se destacan "Alberdi. La noble igualdad", “The frontiers of Civilization. History and Politics in Nineteenth Century Argentina”, “New Directions in Historical research: an approach from a discourse theory perspective”, "Globalization, Periphery and Imagined Communities’,  “Manifiesto por una Nueva Independencia – Declaración de Tucumán - 2015”, “Constelaciones: un homenaje a Ernesto Laclau”, “Fronteras, ideología e identidades colectivas en Tucumán (1916-1932)”, “Lo crudo y lo cosido”.